# 15F20-Batterie

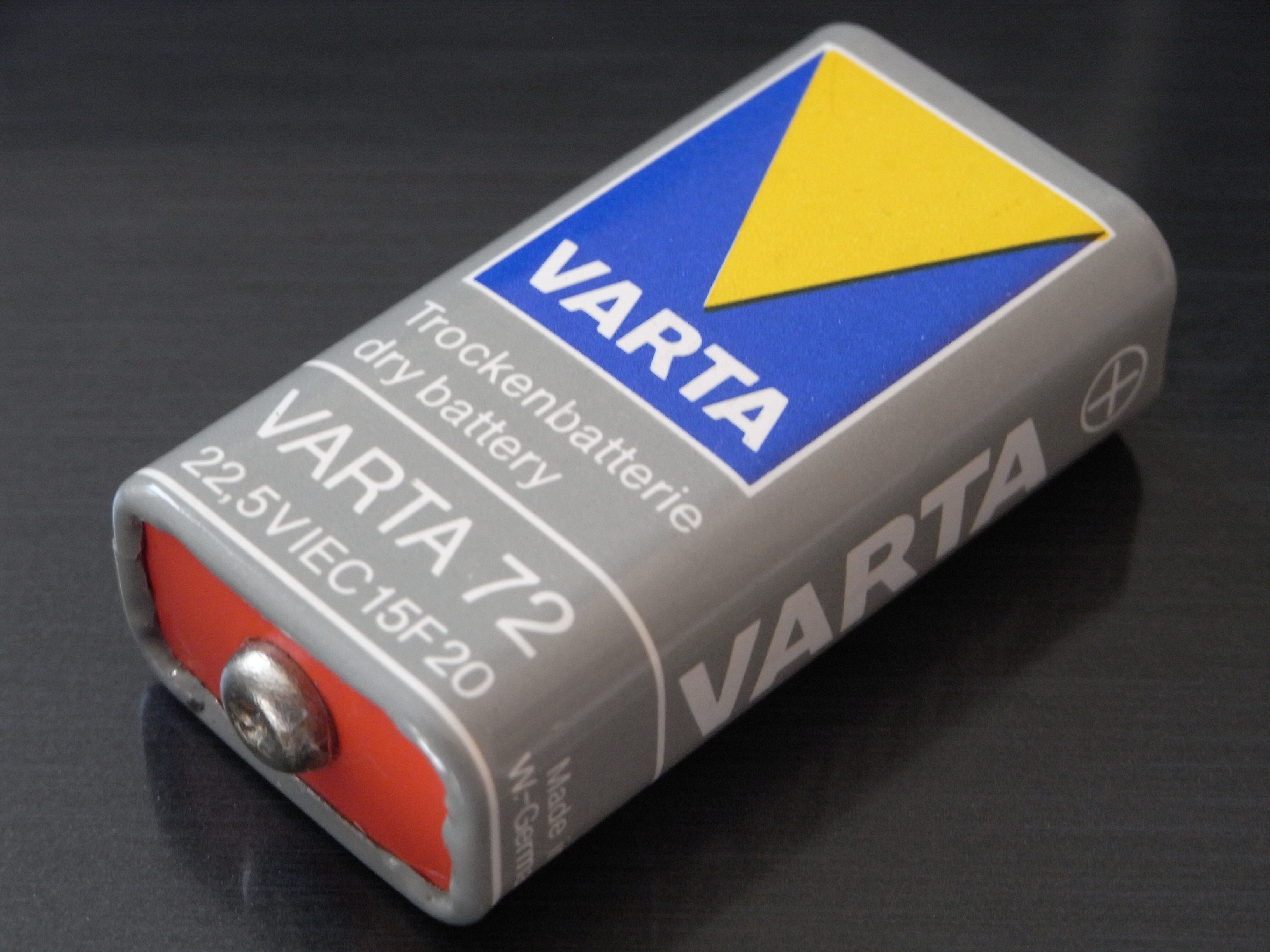
Eine 15F20-Batterie

15F20 ist eine ältere Bauform einer elektrischen Batterie, bestehend aus 15 Zink-Kohle- oder Alkali-Mangan-Zellen in Reihenschaltung mit einer Nennspannung von 22,5 V. Dieser Batterietyp ist in der Norm IEC-60086 der International Electrotechnical Commission (IEC) spezifiziert. Die Batterie ist quaderförmig mit den äußeren Abmaßen 50 mm × 25 mm × 15 mm, die beiden elektrischen Kontakte liegen gegenüber auf den beiden Schmalseiten. Die Kapazität beträgt normalerweise 100 bis 150 mAh.

## Anwendungen
Die Bauform diente vor allem als Anodenbatterie für ältere mobile Elektronikgeräte mit Elektronenröhren.
Eine Nebenanwendung waren fotografische Blitzgeräte mit Vacublitz-Blitzlichtbirnen, welche statt mit einer stromstarken Batterie geringer Spannung mit dieser höheren Spannung und einem Speicherkondensator sicherer gezündet werden konnten (sogenannte Kondensatorzündung).